# Palau de Palhavá
El Palau de Palhavà ("Palácio de Palhavã" en portuguès) és la residència oficial de l'Ambaixador d'Espanya a Lisboa des de 1939. És propietat de l'Estat espanyol des de 1918 i el 1975 va ésser incendiat durant una protesta contra el règim franquista. Posteriorment va ésser completament restaurat.